# Кубок африканських націй 1984
Кубок африканських націй 1984 року — 14-та континентальна футбольна першість, організована Африканською конфедерацією футболу. Змагання проходили з 4 по 18 березня 1984 року у Кот-д'Івуарі. Вісім команд, включаючи господаря турніру, збірну Кот-д'Івуару, і переможця попереднього турніру, збірну Гани, змагалися спочатку у груповому турнірі, а потім в матчах на вибування за титул футбольного чемпіона Африки. Всього було зіграно 16 матчів, в яких забито 39 м’ячів (в середньому 2,44 м’яча за матч). Збірна Камеруну вперше стала чемпіоном Африки, подолавши у фінальному матчі збірну Нігерії з рахунком 3:1.

## Учасники
За результатами кваліфікації місце у фінальному розіграші здобули такі команди (число в дужках показує вкотре команда брала участь у фінальному турнірі африканської першості):
- Єгипет (9)
- Гана (8) — кваліфікована автоматично як чинний чемпіон.
- Нігерія (6)
- Кот-д'Івуар (5) — кваліфікований автоматично як господар.
- Алжир (4)
- Камерун (4)
- Того (2)
- Малаві (1)

## Груповий етап

### Група A
|             |   |   |   |   |    |    |   |
| Команда     | І | В | Н | П | МЗ | МП | О |
| Єгипет      | 3 | 2 | 1 | 0 | 3  | 1  | 5 |
| Камерун     | 3 | 2 | 0 | 1 | 6  | 2  | 4 |
| Кот-д'Івуар | 3 | 1 | 0 | 2 | 4  | 4  | 2 |
| Того        | 3 | 0 | 1 | 2 | 1  | 7  | 1 |
|             |   |   |   |   |    |    |   |

| Результати      |                  |             |           |             |
| Дата            | Місце проведення |             | Результат |             |
| 4 березня 1984  | Абіджан          | Кот-д'Івуар | 3:0       | Того        |
| 4 березня 1984  | Абіджан          | Єгипет      | 1:0       | Камерун     |
| 7 березня 1984  | Абіджан          | Камерун     | 4:1       | Того        |
| 7 березня 1984  | Абіджан          | Єгипет      | 2:1       | Кот-д'Івуар |
| 10 березня 1984 | Абіджан          | Єгипет      | 0:0       | Того        |
| 10 березня 1984 | Абіджан          | Камерун     | 2:0       | Кот-д'Івуар |
|                 |                  |             |           |             |

### Група B
|         |   |   |   |   |    |    |   |
| Команда | І | В | Н | П | МЗ | МП | О |
| Алжир   | 3 | 2 | 1 | 0 | 5  | 0  | 5 |
| Нігерія | 3 | 1 | 2 | 0 | 4  | 3  | 4 |
| Гана    | 3 | 1 | 0 | 2 | 2  | 4  | 2 |
| Малаві  | 3 | 0 | 1 | 2 | 2  | 6  | 1 |
|         |   |   |   |   |    |    |   |

| Результати      |                  |         |           |         |
| Дата            | Місце проведення |         | Результат |         |
| 5 березня 1984  | Буаке            | Нігерія | 2:1       | Гана    |
| 5 березня 1984  | Буаке            | Алжир   | 3:1       | Малаві  |
| 8 березня 1984  | Буаке            | Малаві  | 2:2       | Нігерія |
| 8 березня 1984  | Буаке            | Алжир   | 2:0       | Гана    |
| 11 березня 1984 | Буаке            | Алжир   | 0:0       | Нігерія |
| 11 березня 1984 | Буаке            | Гана    | 1:0       | Малаві  |
|                 |                  |         |           |         |